# Mark Noble (piloto)
Mark Noble, conocido como Wheelman (hombre rueda) es un piloto de automovilismo estadounidense que compite en carreras de camiones. Actualmente compite en la Bandit Big Rig Series, categoría en la que fue subcampeón en 2018 y 2019.

## Trayectoria
Mark Noble debutó en la Bandit Big Rig Series en 2017, disputando una carrera, acabando entre los diez primeros. Con ello finalizó 11º en la general.
Al año siguiente, en 2018, corre las diez carrera de la Bandit Big Rig Series, finalizando segundo, por detrás de Ricky Proffitt. Consiguió acabar en el top-5 en siete carreras, y en nueve de las diez en el top-10. Además, consiguió su primera victoria en las Series.
En 2019 volvió a correr en la Bandit Big Rig Series a tiempo completo. Volvió a ser subcampeón detrás de Proffitt, con una victoria. Consiguió siete top-10, entre ellos 4 top-5. Sufría una derrota muy ajustada, pues quedó a tres puntos del campeón.

## Resultados

### Resultados en la Bandit Big Rig Series
| Año  | Vehículo | Equipo     | Pos. |
| ---- | -------- | ---------- | ---- |
| 2017 | Volvo    | Mark Noble | 11   |
| 2018 | Volvo    | Mark Noble | 2    |
| 2019 | Volvo    | Mark Noble | 2    |